# Pseudoselago spuria
Pseudoselago spuria är en flenörtsväxtart som först beskrevs av Carl von Linné, och fick sitt nu gällande namn av O.M. Hilliard. Pseudoselago spuria ingår i släktet Pseudoselago och familjen flenörtsväxter. Inga underarter finns listade i Catalogue of Life.